# Leisha Hailey
Leisha Hailey (Okinawa, 11 de julio de 1971) es una cantante, compositora, actriz y productora estadounidense.

## Biografía
Nacida en la Administración civil de los Estados Unidos de las islas Ryukyu (USCAR), Japón de padres estadounidenses. Creció en Bellevue, Nebraska, y más tarde se mudó a Nueva York, dónde se graduó en la American Academy of Dramatic Arts en 1991.
Formó dúo con Heather Grody en el grupo de rock The Murmurs, que cambió su nombre por Gush en 2001. El grupo se disolvió cuando Leisha Hailey entró a formar parte del reparto de la serie The L Word. Durante los años 90 se fueron a Los Ángeles, donde actuaron de gira con el festival de la mujer Lilith Fair. Se declaró lesbiana desde joven y es expareja de la cantante canadiense k.d. lang.
Ha participado en varias películas y series de televisión, destacando su papel de Alice Pieszecki en la serie The L word. En 2007 formó junto con Camila Grey la banda Uh Huh Her. Actualmente, tiene un podcast con Kathering Moenning, llamado "Pants".

## Filmografía

### Cinema
- 1996 - All Over Me
- 1998 - Some Girl
- 1999 - Sleeping Beauties
- 2002 - The Snowflake Crusade
- 2007 - La Cucina
- 2009 - Make Up
- 2010 - Fertile Ground
- 2016 - Love is all you need?

### Televisión
- 1996 - Boy Meets World, Corinna, 1 episodio[5]
- 1997 - Ellen, Mujer en bar gay, 1 episodio
- 2004-2009 - The L Word, Alice Pieszecki, 70 episodios[6]

- 2006 - Grey's Anatomy, Claire Solomon, 1 episodio
- 2006 - CSI: Crime Scene Investigation, Allison Bradford, 1 episodio
- 2007–2011 - American Dad!, Lily (Voz) - 4 episodios
- 2009 - Maneater, Harriet, 1 episodio
- 2010 - Drop Dead Diva, Hope Prentiss, 1 episodio
- 2010 - CSI: Crime Scene Investigation, Dana Carlston, 1 episodio
- 2012 - The New Normal, Victoria, 1 episodio
- 2014 - Constantine, Esposa de Lanis, 1 episodio
- 2015 - Supernatural, Amelia Novak, 1 episodio
- 2015 - Chasing Life, Juliet, 1 episodio
- 2016 - Bosch, Maureen 'Mo' O'Grady, 7 episodios
- 2017 - Silicon Valley, Liz Tinsdale, 2 episodios
- 2019 - The L Word: Generation Q, Alice Pieszecki, 8 episodios